# Vincenzo Grasso
(Vincenzo Grasso, contro la 'ndrangheta in una lettera inviata ad Enzo Biagi nel 1987)
Vincenzo Grasso (24 febbraio 1938 – Locri, 20 marzo 1989) è stato un imprenditore italiano, vittima della 'Ndrangheta.

## Biografia
Sposato, tre figli, aveva cominciato la sua attività lavorativa aprendo un'officina ad Ardore poi si trasferisce a Locri con la sua famiglia dove apre una concessionaria di automobili ma subito dopo arriva la 'Ndrangheta con le sue richieste estorsive che diventano sempre più pressanti fino a sfociare in minacce, intimidazioni e danneggiamenti. Grasso però non cede e denuncia sempre tutto alle autorità preposte, amava il suo lavoro, l'onestà, la dignità e anche la sua terra e non voleva abbandonarla neanche dinanzi alla tracotanza mafiosa.

## L'omicidio
Le angherie vanno avanti per sette anni dal 1982 al 1989 finché la criminalità organizzata decide di ucciderlo. È la sera del 20 marzo 1989: Grasso si trova dinanzi alla sua concessionaria quando all'improvviso arrivano due killer e gli sparano contro diversi colpi d'arma da fuoco assassinandolo.

## Le indagini
Partono subito le indagini (anche in base alle denunce presentate da Grasso negli anni precedenti) ma sfortunatamente non portano a nulla e il tutto si concluderà con un'archiviazione.

## Tributi
Nel 2009 a Vincenzo Grasso è stata intitolata l'agenzia d'inclusione sociale a Locri per il reinserimento lavorativo e sociale dei soggetti provenienti dai percorsi penali.
La figlia di Grasso, Stefania Grasso, continua la battaglia civile di suo padre a Locri in collaborazione con Libera di Don Luigi Ciotti.